# Đào Văn Tiến
Đào Văn Tiến (* 23. August 1920 in Nam Định, Französisch-Indochina; † 3. Mai 1995 in Hanoi, Sozialistische Republik Vietnam) war ein vietnamesischer Wirbeltierzoologe. Sein Forschungsschwerpunkt war die Mammalogie.

## Leben
Đào war der Sohn eines Schullehrers. Während des Zweiten Weltkriegs, als Indochina von Japan besetzt war, wurde er Student an der Université Indochinoise (heute Vietnamesische Nationaluniversität Hanoi), wo er 1944 den Bachelor of Science erwarb und 1946 zum Master of Science in Zoologie graduierte. Sein Mentor war Boris Noyer, zu der Zeit Leiter des Labors für Biologie und experimentelle Medizin. Während ihrer physiologischen und pharmakologischen Forschung wurden auch Frösche sowie das Herz von Schildkröten für Experimente verwendet. Der französische Herpetologe und Geologe René Léon Bourret, der den Großteil seiner Karriere über die Herpetofauna Indochinas forschte, unterstützte Đào und Noyer.
Während Frankreich nach dem Zweiten Weltkrieg versuchte, die Kontrolle über Vietnam zu gewinnen, brach im Dezember 1946 der erste Indochinakrieg aus und Đào kämpfte als Soldat in einer Guerilla-Einheit auf dem Schlachtfeld von Viet Bac gegen die französischen Truppen.
1951 gründete er mit anderen Wissenschaftlern ein pädagogisches Institut in seiner Heimatprovinz Nam Định. 1956 kehrte Đào nach Hanoi zurück, wo er an der Vietnamesischen Nationaluniversität Hanoi unterrichtete. 1980 wurde er zum Professor berufen und 1987 ging er in den Ruhestand.
Den Großteil seiner Forschung widmete Đào den Säugetieren, über die er zwischen 1960 und 1994 85 Fachartikel verfasste. Hierzu zählen die Erstbeschreibungen von 18 Taxa, von denen heute noch vier, darunter der Hatinh-Langur (Trachypithecus hatinhensis), die Unterart Trachypithecus germaini caudalis des Germain-Langurs, die Unterart Sundasciurus hippurus ornatus des Pferdeschwanzhörnchens sowie die Unterart Moschus berezovskii caobangis des Chinesischen Moschustiers, gültig sind. 1985 veröffentlichte er die Monographie Khảo sát thú ở miẽn băc Việt Nam (Scientific Results of Mammal Survey’s in North Vietnam).
Gelegentlich befasste sich Đào auch mit der Herpetologie. Zwischen 1965 und 1982 veröffentlichte er neun Fachartikel über Amphibien und Reptilien, womit er Pionierarbeit in der modernen herpetologischen Forschung Vietnams leistete. Sein wichtigstes herpetologisches Werk ist eine fünfteilige Checkliste der Reptilien und Amphibien Vietnams, die zwischen 1977 und 1982 veröffentlicht wurde.

## Auszeichnungen und Dedikationsnamen
1996 wurde Đào posthum mit dem Ho-Chi-Minh-Preis für Wissenschaft und Technologie ausgezeichnet. 2006 benannten Guy G. Musser, Darrin P. Lunde und Nguyễn Trường Sơn die Daovantien-Karstratte (Tonkinomys daovantieni) zu Ehren von Đào. 1998 wurde die Schlangenart Opisthotropis daovantieni nach ihm benannt.